# گورستان سه راه دولاش نی
قبرستان سه راه دولاش نی مربوط به دوره اشکانیان است و در شهرستان مریوان، بخش مرکزی، روستای نی واقع شده و این اثر در تاریخ ۲۷ مرداد ۱۳۸۲ با شمارهٔ ثبت ۹۶۳۲ به‌عنوان یکی از آثار ملی ایران به ثبت رسیده است.